# 카케코미 여자와 카케다시 남자
《카케코미 여자와 카케다시 남자》(駆込み女と駆出し男, Kakekomi)는 일본에서 제작된 하라다 마사토 감독의 2015년 코미디 영화이다. 오오이즈미 요 등이 주연으로 출연하였다. 2015년 5월 16일 개봉되었다.

## 출연

### 주연
- 오오이즈미 요
- 토다 에리카
- 미츠시마 히카리
- 우치야마 리나
- 히즈키 하나

### 조연
- 미야모토 유코
- 마츠모토 와카나
- 다케다 신지
- 키타무라 유키야
- 나카무라 이쿠지
- 야마자키 하지메
- 키무라 미도리코
- 키바 카츠미